# Anna Baadsgaard
Anna Baadsgaard, född 28 september 1865, död 18 maj 1954, var en dansk författare.
Baadsgaard debuterade 1906 med romanen Birgit Borg och utgav därefter ett drygt trettiotal romaner. Bland hennes senare romaner märks Den arvede Jord (1922), Clara Bille (1923) med flera. Samtliga hennes romaner finns översatta till svenska.

## Böcker på svenska
- Unga hjärtans saga (översättning E.K.W. (dvs. Elisabeth Kuylenstierna-Wenster), Åhlen & Åkerlund, 1909)
- Nygifta (översättning Elisabeth Kuylenstierna-Wenster, Åhlén & Åkerlund, 1909)
- En hustru (översättning Elisabeth Kuylenstierna-Wenster, Åhlén & Åkerlund, 1910)
- Birgit Borg (översättning E.K.W., Åhlén & Åkerlund, 1910)
- Kampen för lyckan (översättning Elisabeth Kuylenstierna-Wenster, Åhlén & Åkerlund, 1911)
- Ungt blod (översättning E. K.-W., Åhlén & Åkerlund, 1912)
- Kvinnan i tre åldrar (okänd översättare, Åhlén & Åkerlund, 1912)
- De röda nejlikorna (översättning Elisabeth Kuylenstierna-Wenster, 1913)
- Stora famnen (översättning Elisabeth Kuylenstierna-Wenster, Åhlén & Åkerlund, 1914)
- Ungdomstro (översättning Elisabeth Kuylenstierna-Wenster, Åhlén & Åkerlund, 1915)
- Jakt efter lyckan: berättelser (okänd översättare, Åhlén & Åkerlund, 1916)
- Viveka Holck (översättning Elisabeth Kuylenstierna-Wenster, Åhlén & Åkerlund, 1917)
- Ruth Tjernes offer (översättning Elisabeth Kuylenstierna-Wenster, Nordiska förlaget, 1918)
- Irene (översättning Elisabeth Kuylenstierna-Wenster, Åhlén & Åkerlund, 1918)
- Hans lilla brud (översättning Elisabeth Kuylenstierna-Wenster, Åhlén & Åkerlund, 1918)
- Kampen för lyckan (översättning Elisabeth Kuylenstierna-Wenster, Åhlén & Åkerlund, 1919)
- Farbror Gudmund: nutidsberättelse (Åhlén & Åkerlund, 1919)
- Syster Ingrid (okänd översättare, Åhlén & Åkerlund, 1920)
- Hjärtats minnen (översättning E. K.-W., Åhlén & Åkerlund, 1921)
- På Högmosse gård (översättning E. K.-W., Åhlén & Åkerlund, 1922)
- Fädernegården: en släkts historia (översättning Elisabeth Kuylenstierna-Wenster, Åhlén & Åkerlund, 1923)
- Björkets saga (anonym översättning, Suomi, 1923)
- Clara Bille (okänd översättare, Åhlén & Åkerlund, 1924)
- Ivar Groths hustru (översättning Elisabeth Kuylenstierna-Wenster, Åhlén & Åkerlund, 1925)
- Genom kamp till målet (anonym översättning, Suomi, 1925)
- Fjärran mål (översättning Elisabeth Kuylenstierna-Wenster, Åhlén & Åkerlund, 1926)
- Ett sommaräventyr (anonym översättning, Suomi, 1926)
- Prästen på Sandön (översättning Elisabeth Kuylenstierna-Wenster, Åhlén & Åkerlund, 1927) (Præsten paa Sandøen)
- I elfte timmen (översättning Elisabeth Kuylenstierna-Wenster, 1929)
- Gäster på herrgården (Svenska journalen, 1942)

Flickböcker
- En modern flicka (översättning Ebba Nordenadler, B. Wahlström, 1925)
- Stora syster (översättning Einar Ekstrand, B. Wahlströms, 1926)
- Ett hjärta av guld (översättning Ebba Nordenadler, B. Wahlström, 1927)
- I valet och kvalet (översättning Ebba Nordenadler, B. Wahlström, 1928)
- Brita ifrån Skeppargränden (översättning Ebba Nordenadler, B. Wahlström, 1929)
- Trädgårdsmästarens barn (översättning Ebba Nordenadler, B. Wahlström, 1930)
- Familjens yngsta (översättning Ebba Nordenadler, B. Wahlström, 1931)
- Astas nya hem (översättning Kerstin Wenström, B. Wahlström, 1932)
- Ann-Mari vinner spelet (översättning Karin Skerfe, B. Wahlström, 1937)
- Enda barnet (översättning Sigrid Adams-Klingberg, B. Wahlström, 1942) (Eneste datter)